# Маштексайський сільський округ
Маштекса́йський сільський округ (каз. Мастексай ауылдық округі, рос. Маштексайский сельский округ) — адміністративна одиниця у складі Жангалинського району Західноказахстанської області Казахстану. Адміністративний центр — село Маштексай.
Населення — 1737 осіб (2021; 2371 у 2009, 2663 у 1999, 2480 у 1989).
Станом на 1989 рік існувала Мастексайська сільська рада (села Єкпінді, Коккоз, Ленінське, Мухор). Станом на 1999 рік округ називався Мастексайським.  Село Єкпінди ліквідовано 2003 року.

## Склад
До складу округу входять такі населені пункти:
| Населений пункт | Старі назви      | Населення, осіб (1989) | Населення, осіб (1999) | Населення, осіб (2009) | Населення, осіб (2021) |
| --------------- | ---------------- | ---------------------- | ---------------------- | ---------------------- | ---------------------- |
| Єкпінди, село   | Єкпінді          | 272                    | 259                    | -                      | -                      |
| Коккоз-1, село  | Коккоз, Коккуз-І | 188                    | 70                     | -                      | -                      |
| Маштексай, село | Ленінське        | 1597                   | 1844                   | 1756                   | 1276                   |
| Мукир, село     | Мухор            | 423                    | 490                    | 615                    | 460                    |
| --Косколь       | -                | -                      | -                      | -                      | 1                      |